# Deutscher Humanismus

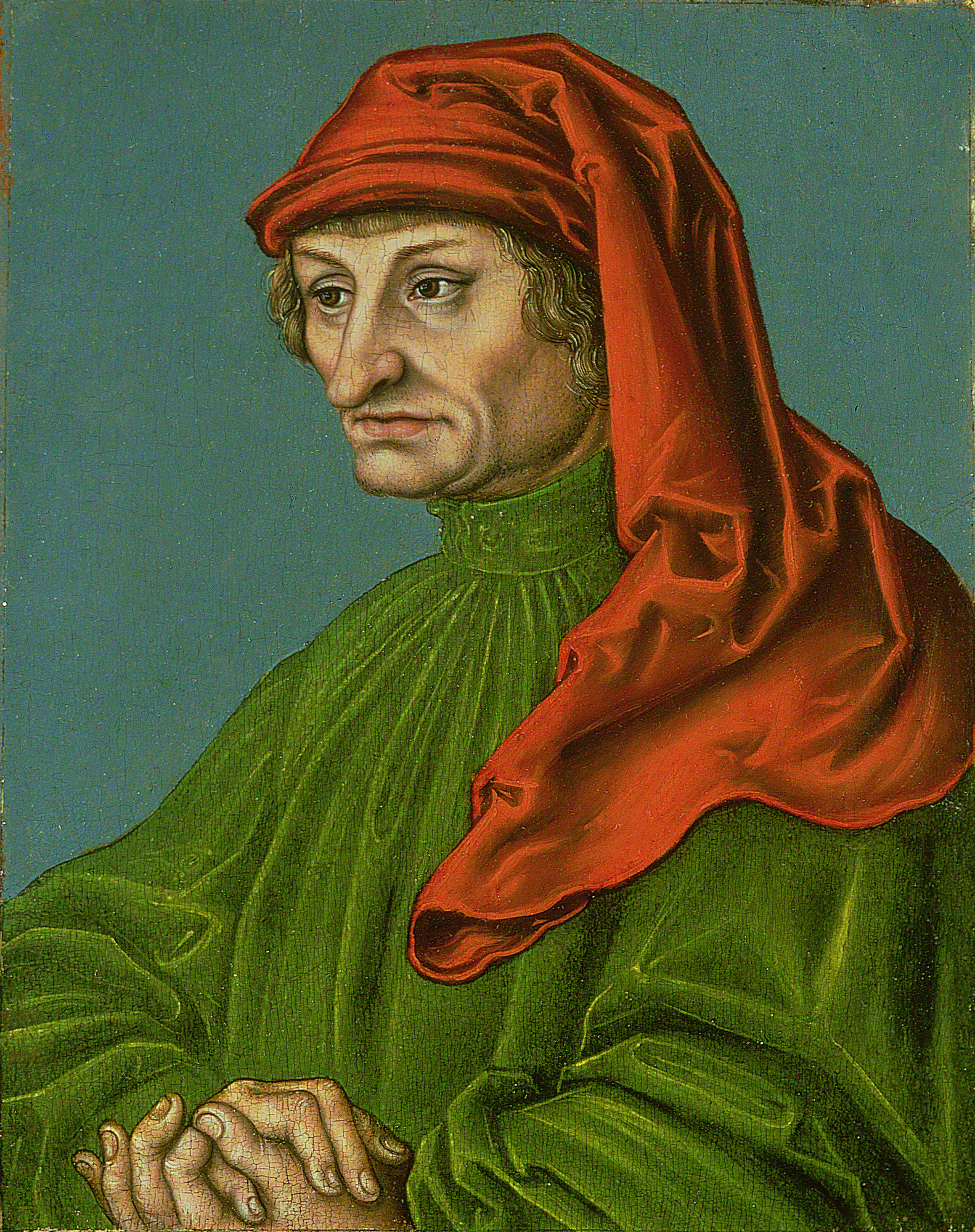
Bildnis des Rudolph Agricola aus der Werkstatt des Lucas Cranach d. Ä.

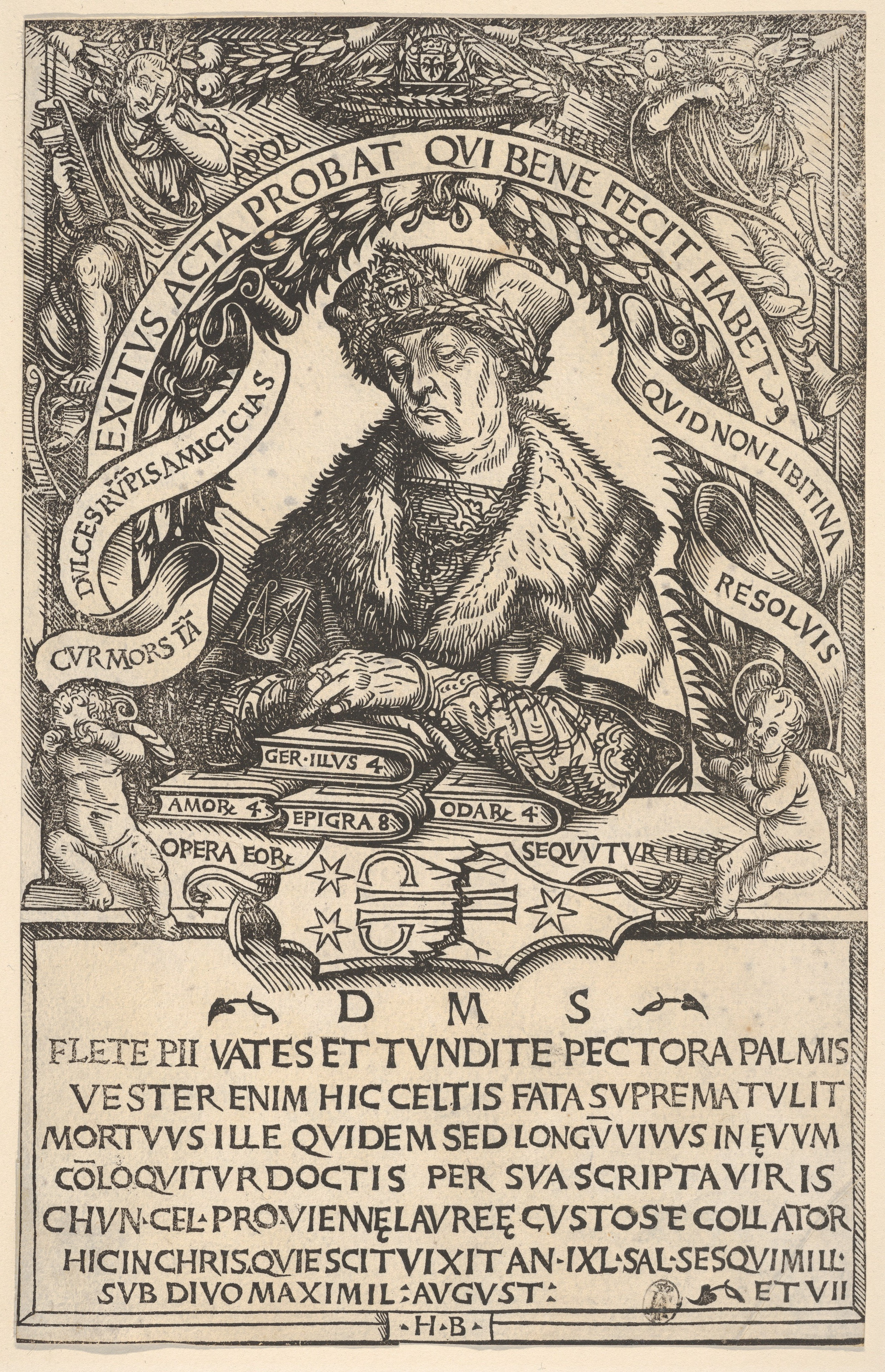
Conrad Celtis: Gedächtnisbild von Hans Burgkmair dem Älteren, 1507

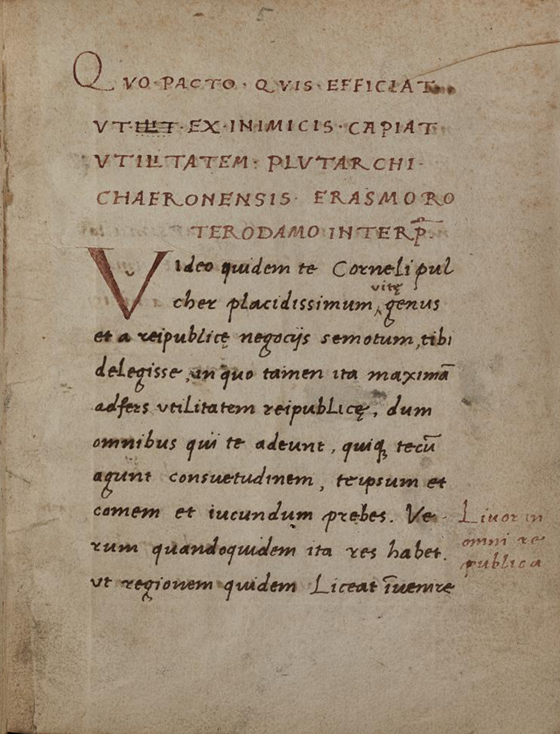
Humanistische Handschrift des Erasmus v. Rotterdam: ”Quo pacto quis efficiat ut ex inimicis capiat utilitatem / Plutarchi Chaeronensis Erasmo Roterodamo interprete” 1514

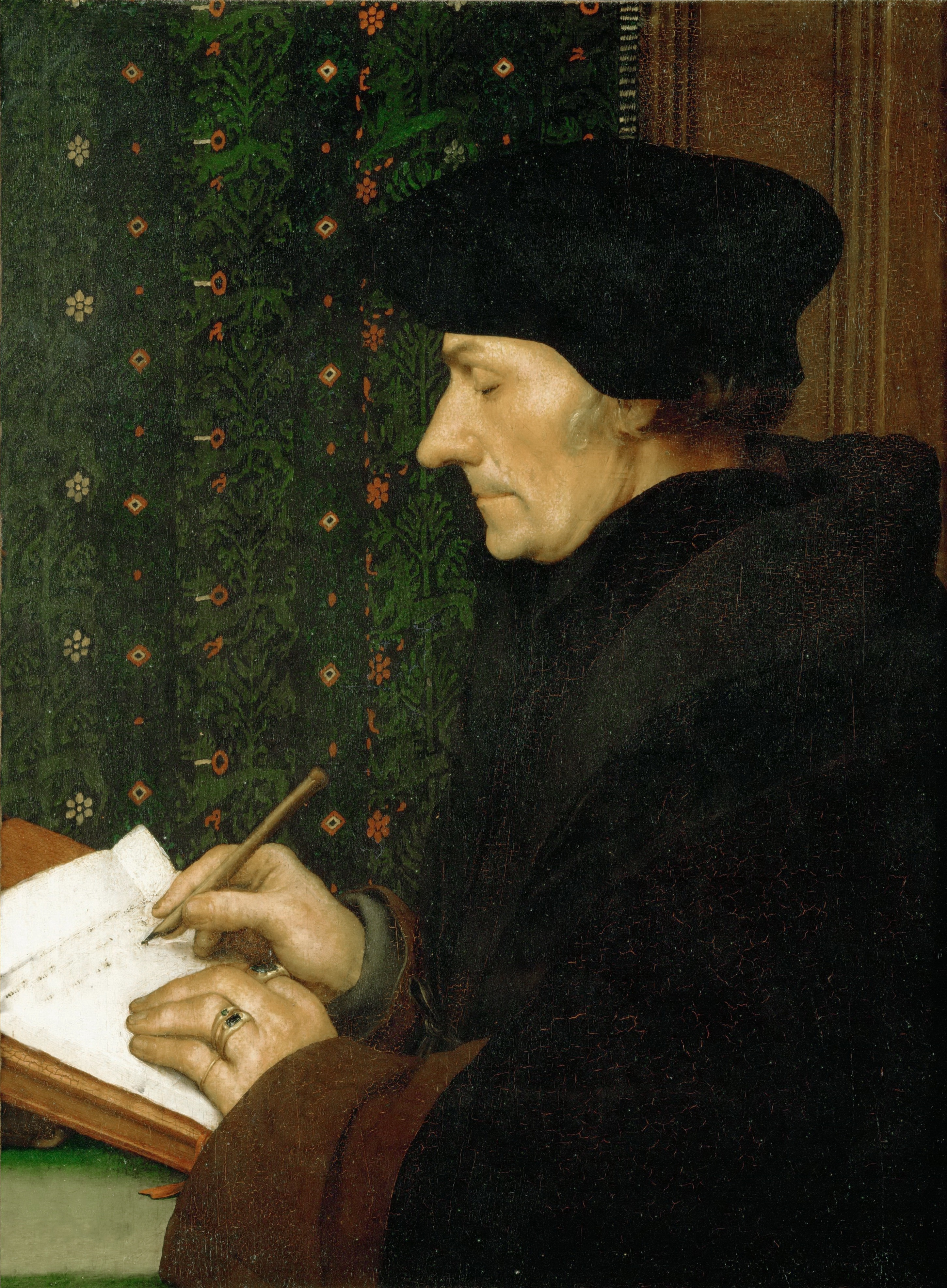
Hans Holbein der Jüngere: Erasmus von Rotterdam, 1523

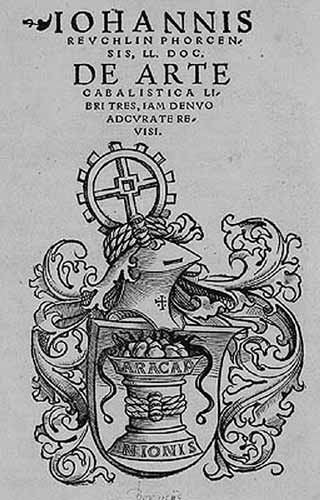
De arte cabbalistica, Hagenau 1530, Titelseite mit dem Wappen von Johannes Reuchlin

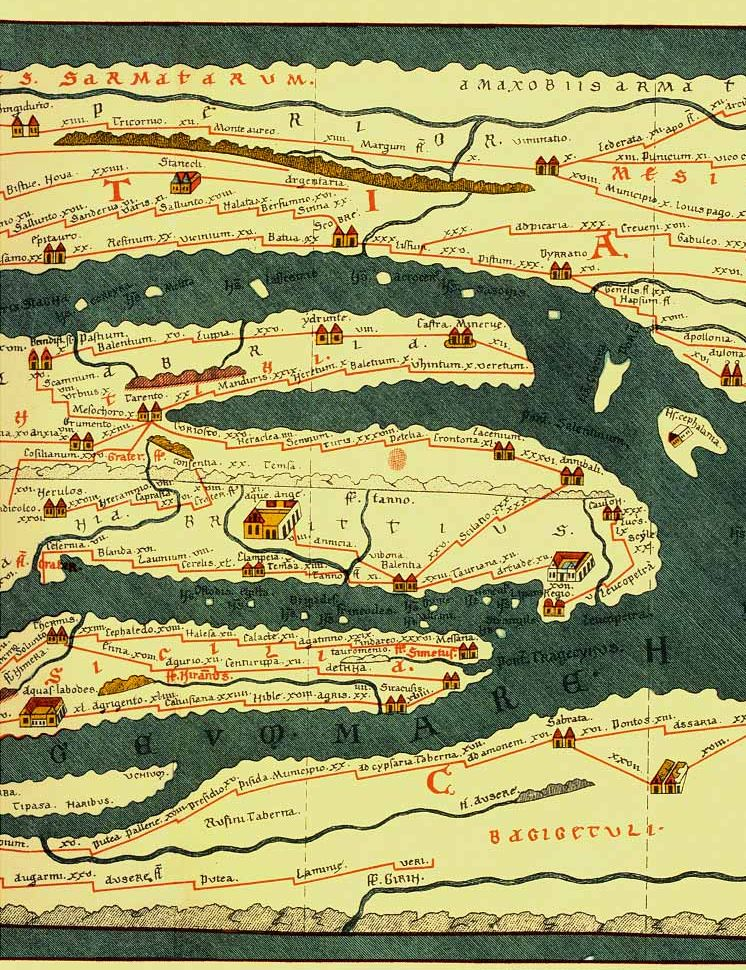
Die von Conrad Celtis entdeckte Tabula Peutingeriana (Ausschnitt)

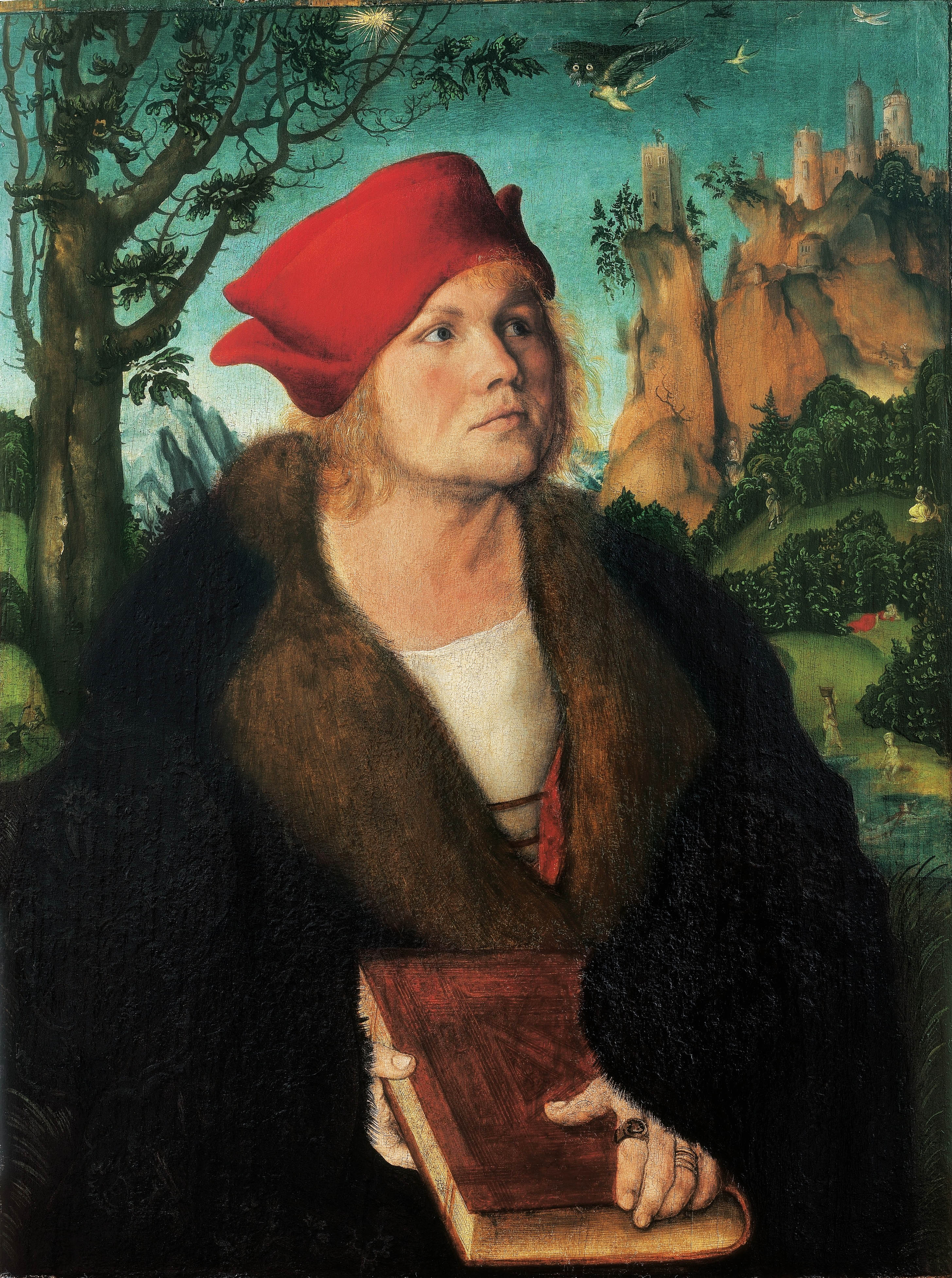
Porträt des Johannes Cuspinian von Lucas Cranach dem Älteren aus dem Jahr 1503

Deutscher Humanismus ist die Bezeichnung einer intellektuellen Bewegung der Renaissance, die sich im 15. und 16. Jahrhundert in Deutschland ausbreitete. Anfangs wurde das Gedankengut des italienischen Renaissance-Humanismus und seiner Erschließung der kulturellen Überlieferung der Antike rezipiert. Später kam es auf deutschem Boden zu einer eigenständigen Weiterentwicklung, die teils von einem starken Bewusstsein für eine eigene kulturelle Identität geprägt war.

## Anfänge im 15. Jahrhundert
Ein erster Umschlag humanistischer Ideen nördlich der Alpen hatte auf den großen, und sehr international ausgerichteten kirchlichen Reform-Konzilen in Konstanz (1414–1418) und Basel (1431–1449) stattgefunden, jedoch noch ohne größere Breitenwirkung in Deutschland.
In breiterer Form wurden im deutschen Sprachraum die Ideen des Humanismus erst ab der Mitte des 15. Jahrhunderts aufgegriffen. Die Kernthemen der Humanisten nördlich der Alpen wie die Erneuerung bzw. Neueinführung der Grammatik, Rhetorik, Poesie, Moralphilosophie, Naturphilosophie sowie Geographie und antike und neuere Geschichte fußten auf italienischen Mustern, die in verschiedenen Bereichen aufgegriffen und an die eigenen Verhältnisse angepasst wurden.
Eine Schlüsselrolle bei der Einführung von Themen und Textmustern in Deutschland spielte der italienische Humanist Enea Silvio de’ Piccolomini, der vor seiner Wahl zum Papst von 1443 bis 1455 als Diplomat und Sekretär Kaiser Friedrichs III. in Wien tätig war. Er wurde zur Leitfigur der ersten humanistischen Netzwerke in Mitteleuropa.
In der Anfangsphase bildeten vor allem einzelne deutsche Fürstenhöfe mit ihren Kanzleien (der Kaiserhof Friedrichs III. und fürstlichen Höfe wie in Heidelberg, Eichstätt, Landshut, Stuttgart) erste Zentren des Humanismus nördlich der Alpen, aber z. B. auch eine Reichsstadt wie Augsburg. Einen wesentlichen Beitrag zur Rezeption des Humanismus nördlich der Alpen leisteten dabei jene Deutsche, die in Italien Jura oder Medizin studiert hatten und von dort antike und humanistische lateinische Texte mitbrachten und im deutschen Sprachraum verbreiteten.
Exemplarisch zeigt sich diese Aneignung von Bildungsinhalten in der Textsammlung des Thomas Pirckheimer. In Briefen und Reden pflegten die frühen deutschen Humanisten wie Gregor Heimburg oder Martin Mair ihren neuen Kommunikationsstil vor einem größeren Publikum. Von Anfang an spielten Übersetzungen antiker und italienischer Autoren ins Deutsche eine große Rolle, z. B. bei Niklas von Wyle oder Heinrich Steinhöwel, sodass sich der Kreis der mit antiken Stoffen und Ideen vertrauten Deutschen schnell vergrößerte. Trotzdem handelte es sich aber lange noch um ein Phänomen einzelner Eliten.
Verhältnisweise viele der ersten in Italien mit dem Humanismus in Berührung gekommenen Deutschen übten zurückgekehrt einflussreiche politische Funktionen aus und engagierten sich für die Reform der Kirche und der weltlichen Herrschaft. Neben fürstlichen Räten wie Gregor Heimburg, Martin Mair, Heinrich Stercker oder Johannes Cuspinian gehören zu dieser Gruppe z. B. die Bischöfe Johann II. von Werdenberg in Augsburg, Johann III. von Eych oder Wilhelm von Reichenau in Eichstätt.

## Die Studia humanitatis werden an deutschen Universitäten gelehrt
Peter Luder war einer der ersten Deutschen, der als „Wanderhumanist“ den italienischen Humanismus auch an deutschen Universitäten lehrte und so zu weiterer Verbreitung beitrug. Nachdem er jahrelang in Italien umhergezogen war und dort Beziehungen geknüpft hatte, auch Schüler von Guarino da Verona gewesen war, kam er auf eine Einladung von Pfalzgraf Friedrich I. hin 1456 nach Heidelberg und die dortige Universität.
Der Pfalzgraf war vermutlich über die Universität Padua auf Luder aufmerksam geworden. Luders Start in Heidelberg war spektakulär. Er präsentierte sich der Universitätsöffentlichkeit mit einer programmatischen Rede zur Empfehlung der studia humanitatis. Es war die erste derartige Rede an einer deutschen Universität. Sie gilt als Initialzündung des Humanismus in Deutschland. So setzt man das Jahr 1456, in dem Luder seine Rede hielt, als Schlüsseldatum des deutschen Humanismus an. Dieses Plädoyer für die studia humanitatis wurde künftig Luders Paraderede, mit der er jeweils an den Universitäten, an denen er nach seiner Zeit in Heidelberg lehrte, seinen Einstand gab.
In Erfurt und Leipzig hatte Luder weniger Erfolg. Bedeutend wurde sein Schüler Hartmann Schedel, der die Schedelsche Weltchronik herausbrachte.
Auch an der 1460 gegründeten Universität Basel wurden Studia humanitatis gelehrt. Zunächst war Peter Anton von Clapis 1464 als Lehrer angestellt, der aber bald nach Heidelberg ging. 1468 kehrte Luder nach einer medizinischen Promotion in Padua ins deutschsprachige Gebiet zurück und wurde in Basel der Nachfolger von Peter Anton von Clapis. Auch an den im letzten Drittel in Deutschland gegründeten Universitäten in Freiburg (1457), Ingolstadt (1472), Tübingen (1477) und Mainz (1477) wurden von Anfang an neben den traditionellen Fächern auch die neuen humanistischen Stoffe gelehrt, allerdings zunächst oft in untergeordneter Position.
Die ersten Humanisten verstanden sich oft als Angehörige einer exklusiven Gruppe und pflegten auch äußerliche Kennzeichen, wozu
die Anwendung humanistischer Schriftbilder gehörte. Sie benutzten für ihre Aufzeichnungen oft eine humanistische Schreibschrift nach italienischen Vorbildern. Auch für Inschriften wurden mit Schrifttypen wie der humanistischen Kapitalis und Renaissance-Kapitalis Schriftbilder in Anlehnung an antike Vorbilder und italienische Frühformen entwickelt und können aufgrund ihrer schwierigen Umsetzung als Zeichen für die demonstrative Vertrautheit mit humanistischen Ideen angesehen werden.

## Diskurse um die deutsche Nation
Ein beliebtes Thema humanistischer Reden war das Deutschenlob, die Würdigung von als typisch deutsch geltenden Tugenden: Treue, Tapferkeit, Standhaftigkeit, Frömmigkeit und Einfachheit (simplicitas im Sinne von Unverdorbenheit, Natürlichkeit). Diese Qualitäten wurden den Deutschen anfangs von italienischen Gelehrten, die dabei auf antike Topoi zurückgriffen, zugeschrieben. Ab der Mitte des 15. Jahrhunderts wurden sie von deutschen Universitätsrednern als Selbsteinschätzung übernommen, in der Folgezeit prägten sie den humanistischen Diskurs über eine deutsche Identität. Dabei betonten die Humanisten den deutschen Besitz des Kaisertums (imperium) und damit des Vorrangs in Europa. Sie behaupteten, der Adelsstand sei deutschen Ursprungs und die Deutschen seien den Italienern und Franzosen moralisch überlegen. Gepriesen wurde auch der deutsche Erfindungsgeist. Dabei verwies man gern auf die Erfindung der Buchdruckerkunst, die als deutsche Kollektivleistung galt. Theoretisch umfasste der Anspruch auf nationale Überlegenheit alle Deutschen, konkret fassten die Humanisten dabei aber nur die Bildungselite ins Auge.

## Blüte um 1500
In Deutschland waren die ersten herausragenden Vertreter eines eigenständigen Humanismus, der sich von den italienischen Vorbildern emanzipierte, Rudolf Agricola († 1485) und Konrad Celtis († 1508). Celtis war der erste bedeutende neulateinische Dichter in Deutschland. Er stand im Mittelpunkt eines weitgespannten Netzes von Kontakten und Freundschaften. Durch Gründung von Gelehrtengemeinschaften (sodalitates) in einer Reihe von Städten stärkte Celtis den Zusammenhalt und Austausch der Humanisten. Der 1486 gewählte deutsche König Maximilian I. förderte die humanistische Bewegung aus politischen Gründen. In Wien gründete er 1501 ein humanistisches Poetenkolleg mit Celtis als Leiter; es gehörte zur Universität und hatte vier Lehrer (für Poetik, Rhetorik, Mathematik und Astronomie). Als Studienabschluss war kein traditioneller akademischer Grad, sondern eine Dichterkrönung vorgesehen.
Zu den Wortführern der humanistischen Bewegung in Deutschland zählten um 1500 die Juristen Konrad Peutinger (1465–1547) und Willibald Pirckheimer (1470–1530), die Historiker Johannes Aventinus (1477–1534) und Jakob Wimpheling (1450–1528), der Philosoph, Gräzist und Hebraist Johannes Reuchlin (1455–1522), der Publizist Ulrich von Hutten (1488–1523) und der Historiker und Philologe Beatus Rhenanus (1485–1547). Ulrich von Hutten war der profilierteste Repräsentant eines kämpferischen politischen Humanismus; er verband humanistische Gelehrsamkeit mit patriotischen Zielen und einem kulturpolitischen Nationalismus. In der nächsten Generation nahm der Gräzist und Bildungsreformer Philipp Melanchthon (1497–1560) eine überragende Stellung ein; er wurde Praeceptor Germaniae („Lehrmeister Deutschlands“) genannt. Als Wissenschaftsorganisator prägte er die Schul- und Universitätsorganisation im protestantischen Raum nachhaltig, als Verfasser von Schul- und Studienbüchern wurde er für die Didaktik wegweisend. Er beeinflusste Martin Luther im Sinne humanistischer Werte.

## Humanisten und die bildenden Künste
Wie viele Humanisten in Italien interessierten sich viele deutsche Humanisten auch für den Wiederaufstieg der bildenden Künste und versuchten sich teilweise selbst im Zeichnen. Celtis arbeite z. B. mit Albrecht Dürer zusammen. Das Gemeinschaftsprojekt der Germania illustrata, einer geographischen, historiographischen und ethnologischen Beschreibung Deutschlands, blieb unvollendet, doch die Vorstudien übten eine intensive Nachwirkung aus. Humanistische Impulse prägten auch die neuartige Landschaftsmalerei des Albrecht Altdorfer. Auch die umfangreiche Malerwerkstadt des Lucas Cranach stand in enger Verbindung mit humanistischen Intellektuellen.

## Bibelhumanismus
Zum humanistischen Streben nach direktem Zugang zu den antiken Klassikern in der Originalsprache (ad fontes) gehörte auch die philologische, textkritische Beschäftigung mit der Bibel und antiker christlicher und jüdischer Literatur. Mehrere deutsche Theologen wurden zu Hebraisten. Manche Vertreter des Bibelhumanismus wie Johannes Reuchlin, Sebastian Münster und Johann Böschenstein schrieben Abhandlungen über die hebräischen Akzente und die Rechtschreibung. Johannes Reuchlin, der unter anderem in Konstantinopel bei Manuel Chrysoloras die griechische und hebräische Sprache erlernte, trug maßgeblich zur Verbreitung von Hebräischkenntnissen unter den deutschen Theologen bei. Im Streit um die Dunkelmännerbriefe setzten sich die deutschen Humanisten mit ihren konservativen scholastischen Gegnern auseinander.
Reuchlins bedeutendster Schüler war Philipp Melanchthon. Melanchthon und andere evangelische Humanisten wie Johannes Bugenhagen, der Beichtvater Luthers in Wittenberg, nutzten den Humanismus auch für die Zwecke der Reformation. Eine andere Zielrichtung verfolgte der auch in Deutschland einflussreiche niederländische Humanist Erasmus von Rotterdam. Er bemühte sich, der zunehmenden konfessionellen Polarisierung durch humanistische Ideale entgegenzuwirken.

## Weitere namhafte deutsche Humanisten
Zu den weiteren namhaften deutschen Humanisten zählen Sigismund Meisterlin, Hartmann Schedel, Heinrich Bebel, Sebastian Brant, Hermann von dem Busche, Johannes Cuspinian, Petrus Divaeus, Sebastian Franck, Hieronymus Gebwiler, Konrad Heresbach, Eobanus Hessus, Albert Krantz, Sebastian Münster, Hermann von Neuenahr, Johannes Nauclerus, Konrad Peutinger, Willibald Pirckheimer, Jodocus Gallus, Johannes Rivius, Mutianus Rufus, Georg Sabinus, Johann Sleidan, Jakob Spiegel und Jakob Wimpheling.